# Jan Thielbaai
Jan Thielbaai is een baai bij Curaçao grenzend aan het zuiden van Jan Thiel, een wijk in het zuidoosten van Willemstad. De baai ligt tussen de Cornelisbaai in het westen en de Caracasbaai in het oosten.
De Jan Thielbaai heeft een tegen betaling toegankelijk strand, dat is aangelegd door de nabijgelegen resorts. Het is het enige strand op Curaçao dat voor een groot deel is aangelegd. Het bestaat voor een groot deel uit een enorme betonnen bak in de zee met daarop okerkleurig fijn zand dat vrijwel geheel kiezel- en schelpvrij is. De stukken strand naast de betonnen bak bestaan uit opgespoten zand.
De Jan Thielbaai is alleen gratis toegankelijk voor de bewoners van de nabijgelegen resorts, de naastgelegen Boca Gentil Resort, de Chogogo Resort, de Livingstone Resort en de Papagayo Resort. Buitenstaanders moeten entreegeld betalen, plus de kosten  voor het gebruik van strandstoelen. Het strand is vrij luxueus ingericht en met name gericht op de rijke toerist. Vrijwel alle denkbare strandfaciliteiten zijn aanwezig. Er zijn voldoende faciliteiten aanwezig voor watersport en strandsport. In het midden van het strand staat een groot restaurant met een beachbar.

## Afbeeldingen

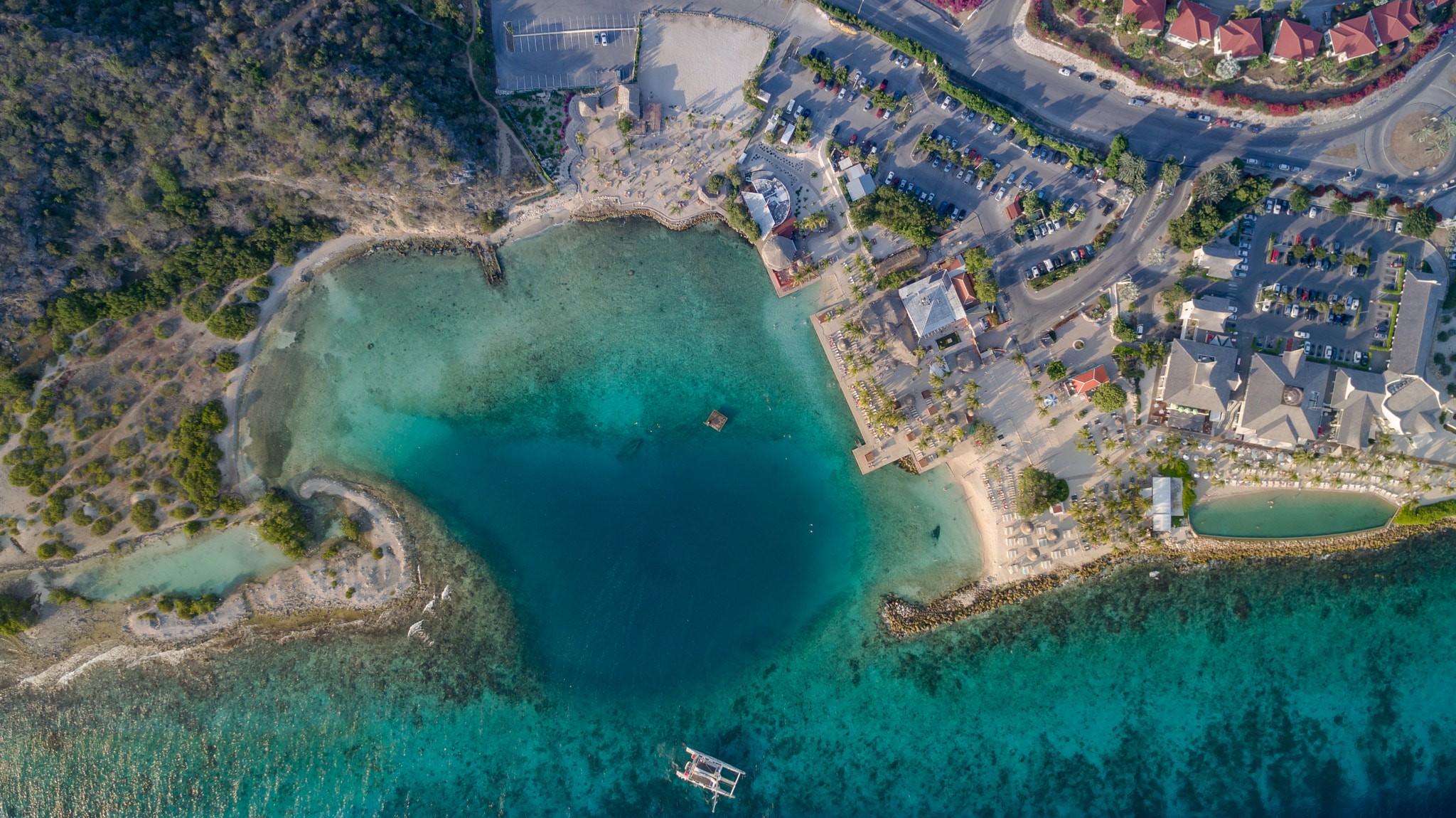
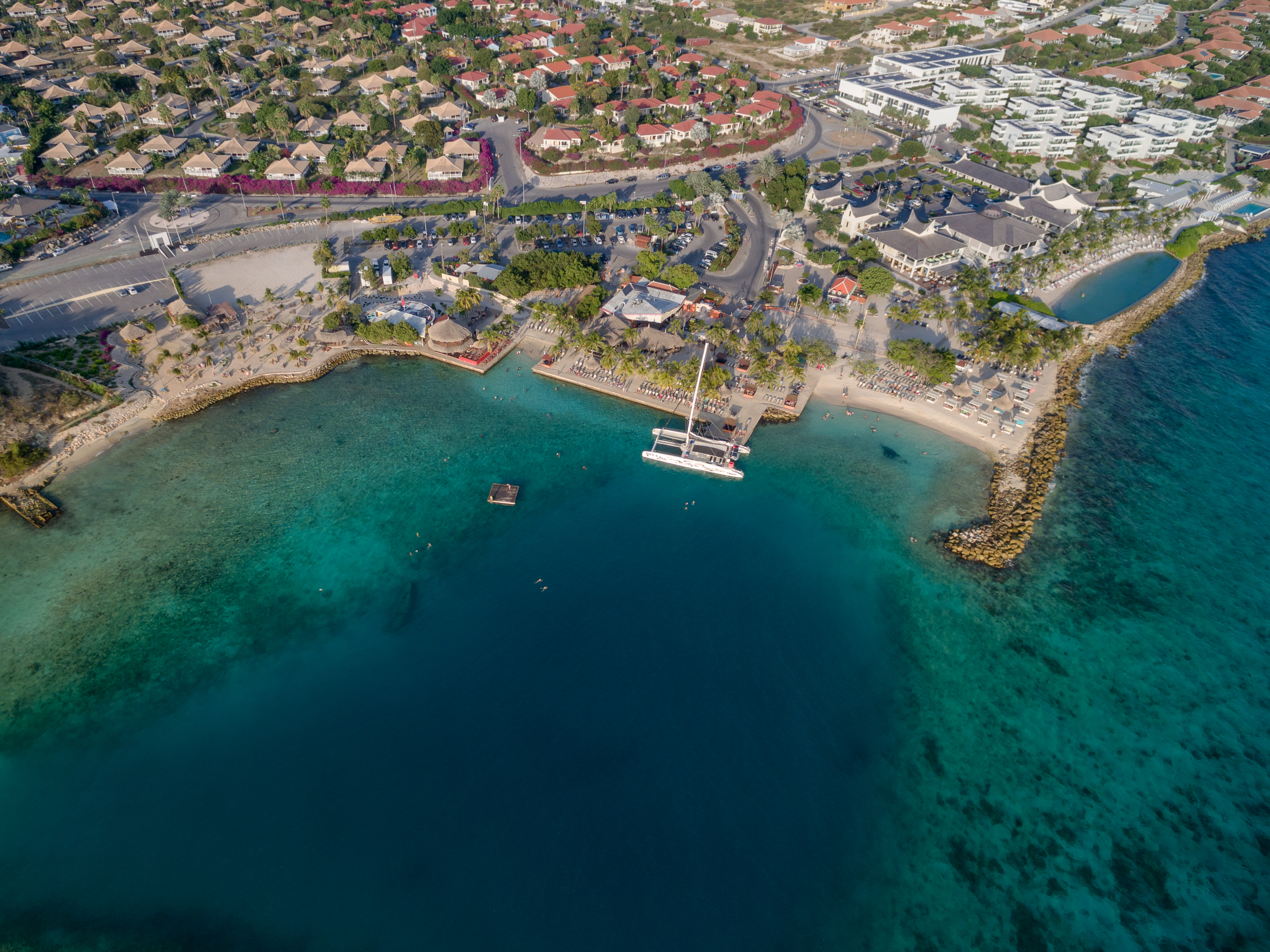

Baya Beach · Blauwbaai · Daaibooi · Grote Knip · Jan Thielbaai* · Kleine Knip · Kokomo Beach · Playa Cas Abao* · Playa Fòrti · Playa Gipy · Playa Jeremi · Playa Kalki · Playa Kanoa · Playa Lagun · Playa Porto Marie · Playa Santa Cruz · Santa Barbara Beach* · Seaquarium Beach*

* privéstranden